# Лупо, Даниэле
Даниэле Лупо (итал. Daniele Lupo) — итальянский игрок в пляжный волейбол. Двукратный чемпион Европы, двукратный чемпион Италии. Победитель одного Grand Slam (при шести подиумах).
Родился 6 мая 1991 года в Риме в семье итальянца и казашки.
Выступает за команду Aeronautica Militare. Профессиональную карьеру начал в 2011 году. Играл в паре с Андреа Томатисом, позднее и по сей день — с Паоло Николаи.
Участник Олимпийских игр 2012 и 2016 годов, где пара Лупо — Николаи добралась до финала, уступив бразильскому дуэту Алисон Серутти — Бруно Оскар Шмидт.